# Autoliza
Autoliza (stgr. αυτό ‘samo’ i λύσις ‘rozszczepienie’), samostrawienie – enzymatyczny proces trawienia:
- wielkocząsteczkowych składników komórki (tj. białek i kwasów nukleinowych), zachodzący w obumarłych komórkach przy udziale lizosomów[3];
- lub całych komórek i tkanek (zarówno obcych dla organizmu, jak i własnych), zachodzący przy udziale ciał odpornościowych, zwanych autolizynami[2] – dochodzi do tego po śmierci organizmu lub w niektórych chorobach (np. choroba wrzodowa)[1].

U roślin proces ten może być związany z powstawaniem przestworów międzykomórkowych (np. zbiorniki na olejki eteryczne cytrusów lub eukaliptusu) albo wynikać ze specjalizacji komórek (np. autoliza protoplastu tracheidów i trachejów).